# Anoeme vingerhoedti
Anoeme vingerhoedti là một loài bọ cánh cứng trong họ Cerambycidae.